# Гаврилов-Ям
Гаври́лов-Ям (на руски: Гаврилов-Ям) е град в Ярославска област, Русия. Разположен е на брега на река Которосъл, 46 km южно от Ярославъл. Административен център е на Гаврилов-Ямски район. Към 2015 г. има население от 17 514 души.

## История
Селището е споменато за пръв път през 1545 г. като село Гаврилово. През 1580 г. Иван Грозни с указ променя името на селото на Гаврилов-Ям. През 1922 г. то е превърнато в селище от градски тип, а през 1938 г. получава статут на град.

## Икономика
В града работят машиностроителен завод и текстилен комбинат, които осигуряват работа на по-голямата част на населението на града.